# エージェント・ウルトラ
『エージェント・ウルトラ』（American Ultra）は、2015年制作のアメリカ合衆国の映画。かつてCIAが極秘裏に行っていたと言われるマインドコントロール・プログラム「MKウルトラ計画」を題材としたアクション・コメディ映画。R15+指定。

## あらすじ
コンビニでアルバイトをしているマイクは、日々をのらりくらりと過ごすダメ男である。そんな彼の身を案じる恋人のフィービーが心の支えになっていた。
しかしある日、マイクがコンビニの店番をしていたところ、1人の女性が現れ、彼に向かって暗号めいた意味不明の言葉を発して立ち去る。その瞬間、眠っていた能力が覚醒したマイクは、スプーン1本だけで2人の暴漢を倒してしまう。
実はマイクは、CIAが極秘のマインド・コントロール実験で生み出したスーパー・エージェントだった。マイクは、計画の封印を目論むCIAに命を狙われることになる。
だがマイクはフィービーの前では途端に普段のダメ男に逆戻りしてしまう。やがて、驚異的な戦闘能力を持つマイクとCIAとの戦いはエスカレートしていく。

## キャスト
※括弧内は日本語吹替
- マイク・ハウエル - ジェシー・アイゼンバーグ（武藤正史）： 主人公。さえない日々を送っていたが、ある日、使者からのキーワードを聞いたことで能力が覚醒する。
- フィービー・ラーソン - クリステン・スチュワート（木下紗華）： ヒロイン。マイクの身を案じており、彼の心の支えになっている。
- エイドリアン・イェーツ - トファー・グレイス（佐々木義人）
- ヴィクトリア・ラセター - コニー・ブリットン（高島雅羅）
- ラファ - ウォルトン・ゴギンズ（矢野正明）
- ローズ - ジョン・レグイザモ（蜂須賀智隆）
- クルーガー - ビル・プルマン（内田紳一郎）
- ピーティー・ダグラス - トニー・ヘイル（宮﨑聡）
- ワッツ保安官 - スチュアート・グリアー（英語版）
- オーティス - マイケル・パパジョン（英語版）
- クレイン - モニーク・ガンダートン
- ビードル - ナッシュ・エドガートン